# 辟谣联盟
辟谣联盟是指在中国的微博类网站上，由民间人士自发组织的微博辟谣组织。中国目前有新浪微博、腾讯微博、搜狐微博、凤凰微博等多家微博类网站。到目前为止，中国最大的微博类网站为新浪微博 。

## 新浪微博“辟谣联盟”
作为中国最大的微博网站，新浪有"微博辟谣"、"微博小秘书"、"系统管理员"等接受相关投诉，并进行辟谣。但是随后有一些新浪雇员（新浪网运营支部党员）及新浪公司以外的民间网友，自发组织了一个组织，叫做“辟谣联盟”，对于微博中的各种事件进行"有能力"的辟谣，这个组织的成员主要使用腾讯QQ群、新浪微群进行日常的工作交流，并有较详细的职责分工。

同时，这个组织的重要成员多是通过了新浪的个人认证，昵称后面会有“V”标志，拥有这个标志的微博用户，均是实名认证的有一定名气或职业地位的人士。
辟谣联盟成员小九棕子及前成员窦含章曾于2011年8月3日接受过CCTV朝闻天下栏目的访问。
人民日报在2011年8月9日发表文章（19版），介绍辟谣联盟及其成员。

### 成员资料
- 吴法天：真实身份为中国政法大学副教授吴丹红。[9]
- 尼德兰苹果：新浪博客有人发表文章称，辟谣联盟的主要成员“尼德兰苹果”是人民日报常驻荷兰阿姆斯特丹特派记者，原名陈建生。尼德兰苹果本人称以上并非事实，同时声明其新浪微博无限期停止更新。[10]
- 点子正：该联盟另外一位成员“点子正”，在其自己的新浪博客中称自己为“沈阳非著名司仪”[11]。其人涉及很多中国大陆网络热点事件，有舆论导向和为中共网络监管部门部门工作的相关性。网友随后在新华社辽宁站的网站上找到他本人的资料，“点子正”原名郑东鸿，是新华社辽宁分社的记者。[12]
- 蔡小心：原名蔡晓新，中国解放军少将蔡长元之子。
- 李牧：居住于加拿大，曾为《人民日报》海外版写稿。
- 司马平邦：原名段伟，自称“中华民族主义者”。
- 染香：原名袁瑞娟，自称是某公司“渠道管理总监”，已结婚生子，2011年3月8日，曾在芒果台我们约会吧栏目出现。[13]

### 争议
《21世纪经济报道》曾对辟谣联盟作出报道，并称民间辟谣人士不具备辟谣的信用优势。。
根据网络媒体和明镜电视专访节目：直播：起底中國五毛 - 政治潛伏者正在禍國殃民（《明鏡編輯部》第165期，内容显示所谓辟谣其实以中共网络监管体制以及舆论控制机制密切相关。
不排除这样一种掌握网络发言权和控制权的组织被各相关利益集团拉拢和利用的可能性。